# Tapes ’n Tapes

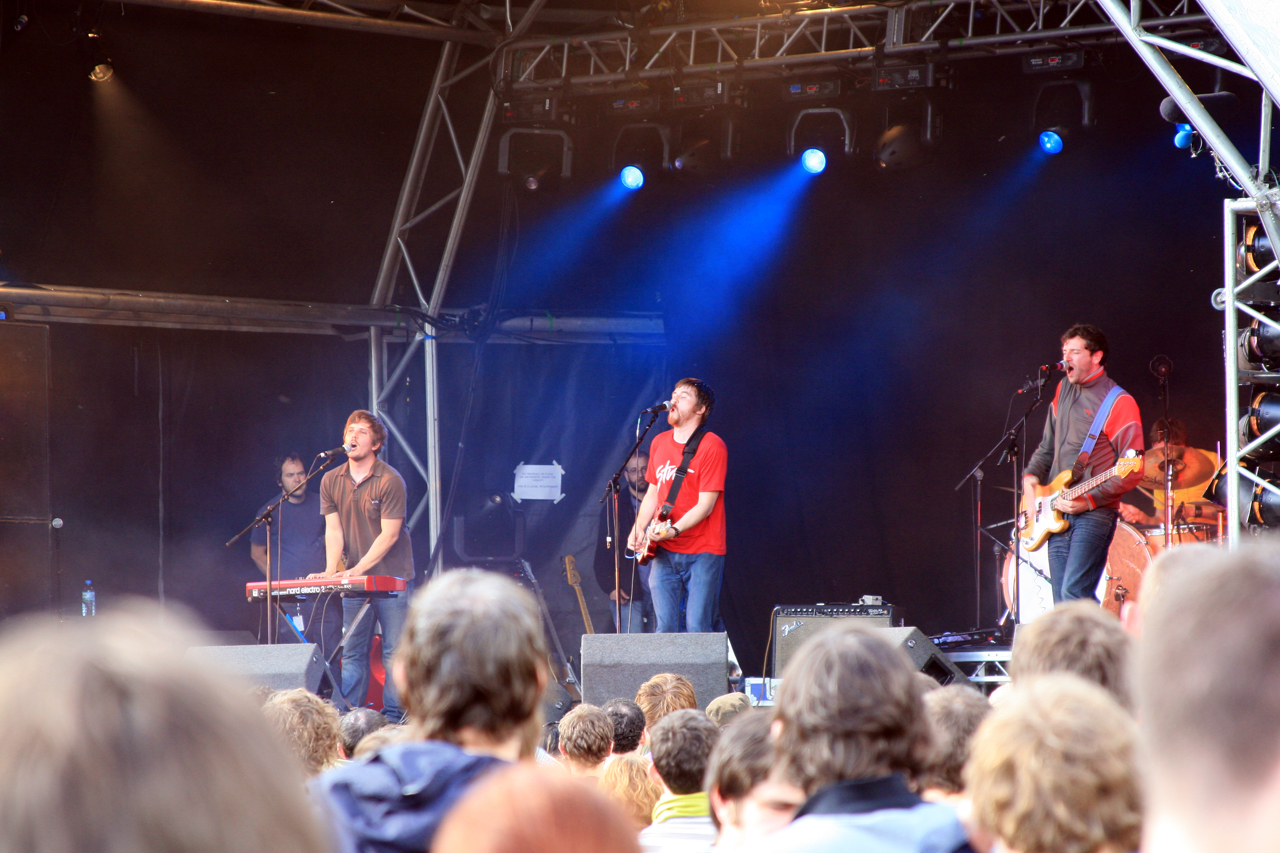
Tapes ’n Tapes auf dem Indian Summer Music Festival 2006 in Glasgow

Tapes ’n Tapes ist eine US-amerikanische Indie-Rockband aus Minneapolis, Minnesota. Die vier Mitglieder gründeten die Band 2003 und brachten bereits zwei Tonträger heraus: Der erste, die EP Tapes ’n Tapes, wurde 2004 von der Band selbstveröffentlicht. Das erste Album, The Loon, wurde von 2005 von Ibid Records herausgebracht. Im April 2006 wechselte Tapes ’n Tapes zum Label XL Recordings, welches bereits im Juli 2006 The Loon neu auflegte.
The Loon erhielt mehrere gute Kritiken, u. a. von Pitchfork Media, einer Musik-Website, deren Veröffentlichungen einen großen Einfluss auf den Erfolg einer Band haben sollen. Tapes ’n Tapes wurde sogar mit Alternative-Bands wie Pixies oder Pavement verglichen. Ihr Debüt im amerikanischen Fernsehen hatten die vier Musiker in Late Night im Juli 2006, sie spielten ihren Song Insistor.
Tapes ’n Tapes sind in die Indie-Rock-Kultur einzuordnen, ihre Stücke sind für Indie teils relativ langsam, selten sogar mit Blues-Elementen geschmückt. Andererseits bietet die Band etwas schnellere, schwach rockige Songs, die auf sehr klaren Melodien basieren und mit ausgeprägten Bass- und Gitarrensounds unterlegt werden. Prägend für den Stil der Band ist auch die leicht kratzige Stimme von Sänger Josh Grier.

## Bandname
Die Band besteht aus 4 Personen, von denen jeder nach einem Wort aus dem Bandnamen benannt ist. Zwei der Mitglieder teilen sich ein Wort:
- "Tapes": Josh Grier
- "'n": Matt Kretzman, Erik Appelwick
- "Tapes": Jeremy Hanson

## Diskografie
- 2004 – The Tapes 'n Tapes (EP)
- 2005 – The Loon (Album)
- 2008 – Walk It Off (Album)
- 2011 – Outside (Album)